# 貝里米納 (阿拉巴馬州)
貝里米納（英語：Belle Mina）是一個位於美國阿拉巴馬州萊姆斯通縣的非建制地區。該地的面積和人口皆未知。

## 地理
貝里米納的座標為34°39′24″N 86°52′45″W / 34.65667°N 86.87917°W，而該地的平均海拔高度為183米（即600英尺）。